# Rachanun Mahawan
Rachanun Mahawan (รชานันท์ มหาวรรณ์), nota anche con lo pseudonimo di Film (ฟิล์ม; Bangkok, 14 luglio 2000), è un'attrice e modella thailandese.

## Biografia
Rachanun Mahawan, soprannominata Film, studia presso la Facoltà di Architettura all'Università di Tecnologia del Re Mongkut Thonburi.

## Carriera
Ha iniziato a entrare nel settore dell'intrattenimento quando ha vinto il concorso "GO ON GIRL & GUY: Star Search" (2019) di Clean & Clear e GMMTV. Da allora, come premio, ha avuto l'opportunità di debuttare ed è diventata un'artista sotto la GMMTV.

## Filmografia

### Cinema
- 2gether: The Movie (2021)
- My Precious, regia di Kanittha Kwunyoo (TBA)

### Televisione
- Dark Blue Kiss - serie TV (2019)
- Angel Beside Me - serie TV, episodi 1x1-1x6 (2020)
- 2gether: The Series - serie TV (2020)
- I'm Tee, Me Too - serie TV, 3 puntate (2020)
- The Debut - serie TV (2021)
- The Comments - serie TV (2021)
- Not Me - serie TV (2021)
- Dirty Laundry - serie TV (2022)
- Home School - serie TV (2022)